# Eyjólf Bolverksson

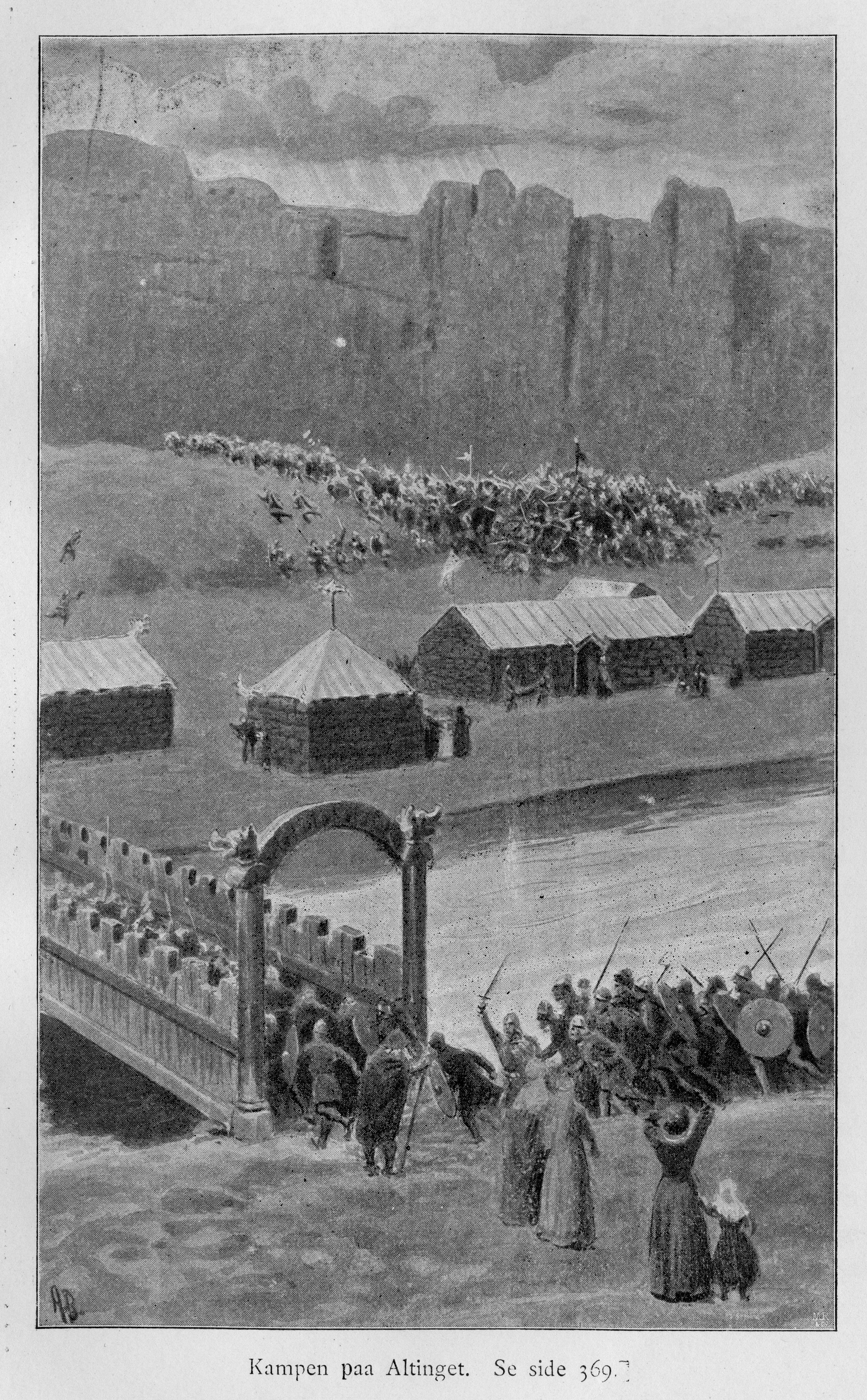
Representación de la batalla del Althing de 1012 en un grabado de 1898.

Eyjólf Bolverksson (m. 1012) fue un caudillo vikingo y jurista de Islandia en el siglo XI. Es un personaje histórico de la saga de Njál que lo presenta como un hombre atractivo, respetado, alto y un prometedor candidato a lögsögumaður, también se le menciona como uno de los tres mejores conocedores de la ley en la isla, pero tenía un gran defecto: era muy codicioso.
Era hijo de Bölverkur Eyjólfsson y con antecedentes familiares que le vinculan a Olaf Feilan. Tomó partido por Flosi Þórðarson, a cambio de un soborno en el althing de 1012, en un proceso contra Flosi y sus aliados en la vergonzosa causa de la muerte de Njáll Þorgeirsson y su familia. La ley islandesa era muy estricta y el papel de asesor legal estaba limitado a la parte implicada o en su defecto a alguien asignado por vinculación familiar o deuda de honor, por lo que el soborno no beneficiaba a Flosi. Los tecnicismos y vacíos legales usados por Eyjólf en el proceso desembocaron en una batalla entre clanes familiares y Eyjólf no se libró del infortunio al ser atravesado por la lanza de Kári Sölmundarson. Kári protagonizaría una de las venganzas más largas y cruentas de las sagas nórdicas.
Su hermano Gellir Bolverksson llegaría a ser lögsögumaður en dos ocasiones.